# Sonic Blast
Sonic Blast (conocido como G-Sonic en Japón) es un videojuego desarrollado por Aspect en 1996 para el sistema de entretenimiento informático Game Gear protagonizado por Sonic el Erizo. Para el mercado brasileño fue adaptado a la consola Master System en 1997. Este era un juego de plataformas, cuyos gráficos eran pseudo-3D, daban la oportunidad al jugador para participar como Sonic o como Knuckles el Equidna, siendo la primera vez que Knuckles podía ser seleccionado para jugar en la portátil de SEGA.

## Enemigos
Sonic y Knuckles se encuentran a su paso por cada fase con algunos tipos de enemigos, conocidos como Badniks. Los Badniks son los robots que funcionan gracias al movimiento de animales atrapados en su interior, los cuales han sido capturados por el Doctor Robotnik, y los hay de tres tipos: Voladores, terrestres y acuáticos. Sonic o Knuckles pueden destruirlos usando el salto, ya que, al saltar van rodando sobre sí mismos, comportándose como un arma letal contra los Badniks, aunque también pueden usar el Spin Dash (antes de empezar a rodar, cogen impulso dando vueltas a sí mismo en una posición estática). Al final de cada fase, Sonic o Knuckles deben vencer a una de las ingeniosas máquinas de Robotnik. También existen las fases especiales, donde los protagonistas tienen la oportunidad de obtener las 5 Esmeraldas del Caos (en vez de las siete habituales), que esconde este juego.

## Objetos
En cada fase, Sonic y Knuckles se encuentran una serie de objetos que facilitan su paso por cada uno de los actos:
Anillos: También conocidos como rings, abundan en la mayoría de los actos. La función principal es proteger al jugador de los ataques de los Badniks, ya que ellos, nada más ser tocados por éstos, si no tuviera anillos, perdería una vida. Pero, si tiene aunque sea uno, Sonic o Knuckles no mueren, simplemente, pierde los anillos obtenidos hasta el momento en todos los actos. 
Panel Giratorio Situado al final de cada acto (excepto en los últimos actos de cada fase). Aparece girado al revés, mostrando su parte trasera. Cuando Sonic o Knuckles lo tocan, el panel gira (como su propio nombre indica). Dependiendo de ciertas características, en el panel aparecerá una ilustración u otra. Cada una refleja lo siguiente:
- Cara de Robotnik: No pasa nada.

- Anillo: A Sonic o Knuckles le suman 10 anillos en su contador.

- Cara de Sonic: Si es Sonic el personaje jugable, obtiene una Vida Extra. Si es Knuckles el personaje jugable, obtiene 30 anillos

- Cara de Knuckles: Knuckles obtiene una Vida extra, que se le añade a su contador. Sonic recibirá 30 anillos.

- Esmeralda del Caos: Se obtiene una Continuación adicional.

- Super Sonic: Sea quien sea el jugador, se obtiene una vida extra y 30 anillos de poder.

Monitores de vídeo Presentes en casi todos los actos. Hay diversos tipos de monitores de vídeo, que se distinguen por la imagen que aparecen en el recuadro negro que incorpora. Para poder aprovechar las funciones de cada uno, se deben romper saltando encima de ellos. Son:
- Súper Ring (Super Anillo): Se distingue porque tiene en el monitor la imagen de un anillo. Al destruirlo, el protagonista obtiene 10 anillos (o rings) consecutivos, que suben al marcador respectivo.

- Barrier (Escudo): Cubre al personaje con una fina Estela de Supervivencia protectora que gira en torno a su cuerpo. Protege frente a un golpe al jugador.

- Potencia extra: Distinguido por la imagen de un zapato / Zapatilla. Al destruir el monitor, el protagonista es capaz de correr a una velocidad supersónica durante un breve periodo de tiempo.

- Invencible: Caracterizado por tener en el monitor la imagen de numerosas estrellas. Al romper el monitor, el personaje jugable obtiene una estela conformada por estrellas que lo circundan y los ataques de los badniks no afectarán al protagonista, aunque no le protege de todos los obstáculos (por ejemplo: una caída al vacío) Sonic y Knuckles pueden destruir a los Badniks tocándolos simplemente (no es necesario usar el salto o el Spin Dash). Solo dura unos segundos.

- Vida Extra Sonic: Caracterizado por tener en el monitor una imagen de la faz de Sonic. Al romper este monitor, el contador de vidas aumenta en 1 unidad si se juega como Sonic. Knuckles no obtendrá nada.

- Vida Extra Knuckles: Caracterizado por tener en el monitor una imagen de la faz de Knuckles. Al romper este monitor, el contador de vidas aumenta en 1 unidad si se juega como Knuckles. Sonic no obtendrá nada.

- Check Point: Caracterizado por tener en el monitor la imagen de una flecha orientada hacia el suelo. Al romper el monitor y perder una vida, el jugador aparecerá en el lugar donde rompió el último monitor de este tipo, aunque con una cantidad de 0 anillos y un tiempo de 0:00.

- Robotnik: No sucede nada.

- ??? (Signo de Interrogación): Selecciona uno de los 8 ítems anteriores, de forma totalmente aleatoria.

Muelle Presentes en casi todos los actos. Permiten al jugador alcanzar áreas más altas de cada zona.
Special Ring (Anillo Especial) Presentes en casi todos los actos, pero solo una unidad de ellos. Son anillos de poder con un tamaño más grande del habitual y normalmente ocultos y escondidos. Si un jugador lo toca, saltará instantáneamente a la Zona Especial, donde se podrán obtener las Esmeraldas del Caos

## Zonas
Cada uno de los escenarios donde se desarrolla la acción del juego. Todas las zonas están ambientadas en un color, que aparece también en el nombre que las clasifica.

### Green Hill Zone
- Nombre en español: Zona de la Colina Verde

La clásica zona tropical estándar de las aventuras de Sonic regresa a este juego, desde su última aparición en "Sonic 2" de Game Gear. Esta vez, la zona cuenta con las típicas Palmeras cocotero y flores silvestres poblando el área, pero cambiando la superficie del Suelo, que pasa a ser de arena con leves vegetaciones. Se asemeja mucho a "Emerald Hill Zone" de "Sonic 2" de Megadrive ya que aquí aparecen los mismos badniks que en aquella (Monos Mecánicos en Cocoteros, Pirañas Robóticas y Avispas Robotizadas). También se adentra en grutas acuáticas, que recuerdan a "Acuatic Ruin Zone", sumergidas bajo el agua. Sonic o Knuckles pueden abrirse paso destruyendo muros de roca o viajando a través de varias tuberías subacuáticas. También existen numerosos puentes colgantes y curiosas pasarelas con forma de xilófono que suenan a la vez que rotan sobre su eje. No faltan los espinosos y peligrosos pinchos que abarcan el área. Al fondo y horizonte de la región, como es habitual, se puede divisar un gran océano con grupos de archipiélagos lejanos. También, la zona se encuentra bañada con grandes cascadas. En el Tercer acto, Robotnik ataca con una Escafandra voladora a ras de suelo que lanza al jugador un Boomerang Metálico con intención de dañarle.

### Yellow Desert Zone
- Nombre en español: Zona del Desierto Amarillo

Un vasto y extenso Desierto, muy similar a "Sandopolis Zone" de "Sonic 3", aunque este parece ser mucho menos caluroso que aquel. Toda la zona esta cubierta por extensas capas de Arena fina, incluso sobre vegetación, que deja siempre una estela de polvo a cada paso que Sonic o Knuckles dan. Esta arena es de color amarillo vivo, sobre una superficie empedrada de colores oscuros. Hay también estructuras subterráneas que ocultan zonas de fango movedizo que pueden hacer caer al jugador al abismo y perder una vida. La zona esta cubierta por palmeras y cocoteros sobre los que Sonic o Knuckles pueden posarse y ascender a zonas superiores. En el fondo, se puede divisar un gran territorio desolado y desértico, sobre un cielo azul cyan claro, con formaciones en forma de dunas y alguna que otra edificación pequeña en forma piramidal. También aparecen en el fondo pequeños oasis paradisíacos, con sus respectivos estanques de agua cristalina.
Durante el acto 2, la acción se desarrolla en el interior de una oscura y sinuosa pirámide de tonalidades marrones y plagada de trampas, con numerosas antorchas e inscripciones antiguas.
El jefe final de Fase es Robotnik en una máquina con forma de un antiguo Dios japonés (Son Goku), sobre una nube mecánica, que ataca al Erizo o Equidna con una gran Lanza punzante deslizándose de derecha a izquierda de la pantalla (y viceversa), tras otear desde uno de los extremos para detectar al jugador.

### Red Volcano Zone
- Nombre en español: Zona del Volcán Rojo

Una gran ladera montañosa con actividad volcánica, rodeada de incandescentes ríos y cataratas de Lava. Sonic y Knuckles deben atravesar esta zona, la cual se encuentra emplazada en un gran y oscuro valle rodeado a su vez de más montañas y volcanes. En el fondo de la región se pueden divisar algunas formaciones montañosas, varias de ellas con actividad magmática, en plena erupción. El jugador debe saltar a lo largo del área sobre robots mecánicos con forma de muelle (Que no causan daño alguno al jugador) a fin de evitar caer en los embalses de magma. En el Acto 2, Sonic y Knuckles se adentran en el interior del volcán y deben hacer uso de fuelles amarillos que les transportan a salvo de la roca fundida. El Spin Dash será necesario sobre una serie de elevadores con rodillos, para poder atravesar la gruta. El Doctor Robotnik hace su aparición en el acto 3 de la zona y el combate se desarrolla en las alturas, en el gran cráter del Volcán. Para llegar allí, El jugador deberá escalar tramo a tramo. Durante el combate, Sonic o Knuckles tienen bajo sus pies una plataforma que les impide caer al vacío. Robotnik ataca con una nave provista de un gran resorte mecánico y que trata de lanzar al protagonista una gran bola de acero encadenada a la Nave que dirige hacia su posición. Realiza un lanzamiento con cada rebote que haga. Con 8 impactos, la nave del doctor será vencida.

### Blue Marine Zone
- Nombre en español: Zona Marítima Azul

Se trata de unas ruinas ancestrales sumergidas en un gran área subacuática, cubierta de agua de color azul pastel. Se caracteriza por una serie de empedrados y estructuras de color blanco y de diseño clásico, con grandes pilares con ornamentación de arte griego, que pueblan toda la zona al completo. En el fondo, se pueden divisar una serie de montañas lejanas. También existen plataformas de piedra que se van precipitando y destruyendo al paso de Sonic o Knuckles. La zona está conectada por un complejo y laberíntico entramado de tuberías y cilindros subacuáticos a presión por donde Sonic y Knuckles deben viajar para alcanzar la meta en cada acto. El Anillo Especial del acto 1 solo se puede alcanzar si se halla y pulsa un interruptor que hace descender el nivel de agua. Como es usual, el protagonista debe tomar una serie de burbujas que surgen de las rocas y grietas del suelo, a fin de poder recibir el aire necesario para respirar. El Acto 2 es un dificilísimo laberinto de Tuberías, que llevan a Sonic y Knuckles al lado opuesto a donde quieren llegar, cuya salida se encuentra muy bien escondida. En el Acto 3, Robotnik ataca en un gran Submarino metálico que lanza harpones al protagonista. La batalla se desarrolla bajo el agua, en lo más profundo de la zona, por lo que el erizo o equidna deben tomar oxígeno para mantenerse vivos. Una burbuja aparecerá cada vez que un arpón del Doctor impacte contra el suelo. Por su complejidad, tiene un gran parecido a "Scrambled Egg Zone" de "Sonic 2". Esta zona se considera la más difícil y desafiante de todos los juegos de acción de Sonic para Game Gear.

### Silver Castle Zone
- Nombre en español: Zona del Castillo Plateado

La Base de Operaciones del Doctor Robotnik en este juego, el último de Sonic en Game Gear. Se trata de una gran base industrial cubierta por grandes planchas de Acero y Metal, del color que dan nombre a la zona. Está infestada por Badniks con forma de Diente de Sierra que planean sobre el aire. Para avanzar por ésta, Sonic y Knuckles deben usar una serie de Teletransportadores que llevan de un lado a otro de la zona, muy similares a los aparecidos en "Scrap Brain Zone" del primer "Sonic" de Game Gear. Existen numerosas trampas, como Pinchos anclados a corredores y pasadizos muy estrechos, barreras de rayos eléctricos intermitentes, planchas cubiertas de pinchos que se abalanzan sobre el protagonista y superficies en el suelo que frenan el avance del Erizo Azul o Equidna Rojo. En el fondo de la zona, se puede observar la gran amplitud de la zona, con muchos elementos propios de una fábrica: Áreas de Color Amarillo-Negro, artefactos luminosos intermitentes... También hay diversas plataformas que se derrumban al paso del protagonista. La Batalla final del juego tiene lugar en una zona oscura, donde Robotnik maneja una gran máquina, situado en su nave desde la zona superior. Sonic o Knuckles se encuentran encerrados en la parte inferior, sin posibilidad de alcanzar al doctor ya que están rodeados por una cristaleda invisible, y sobre un rotor giratorio. Robotnik ataca al protagonista, lanzando láseres azules que causan un gran daño. La única opción que el Erizo o Equidna tienen para golpear al enemigo de gran mostacho es correr sobre el rotor giratorio que tienen bajo sus pies para hacerlo girar. Éste activa una pequeña plataforma situada justo debajo de Robotnik que ha de ser colocada justo debajo del disparo láser para así interceptar y repeler los rayos contra el Doctor. Si Sonic o Knuckles fallan, recibirán el impacto en un 95% de los casos. La batalla se sitúa a pantalla partida entre la zona superior e inferior de la maquinaria. Tras 12 impactos, la máquina será derrotada.
Si Sonic y Kunckles no han conseguido las 5 esmeraldas del Caos, el juego terminará aquí con el Final Malo.
Si por el contrario, las han conseguido, el Protagonista accederá a la Verdadera Batalla Final del Juego. Se trata de una máquina con forma de Huevo con un monitor de TV en el que aparece la Cara de Robotnik que planea sobre el erizo o equidna y se divide en dos mitades: La Superior e Inferior (cubierta de pinchos), que lanzan chispas eléctricas entre sí. Únicamente la parte superior es vulnerable, pero para romper el Escudo que la protege, se ha de saltar sobre el interruptor amarillo que se sitúa sobre la parte inferior, que hace que en el monitor aparezca una flecha en vez de la cara de Robotnik. Ese será el momento de atacar, pero solo se dispondrán de unos pocos segundos para ello. Tras 6 impactos, la parte inferior comenzará a girar sobre sí misma, haciendo más difícil el combate. Con otros 6 impactos, la nave será destruida y Sonic o Knuckles accederán al Final Bueno Secreto del Juego.

## Fases especiales
Para acceder a una fase especial, el protagonista ha de encontrar un "Special Ring" (Anillo Especial) que se haya escondido en los Actos 1 y 2 de cada Zona. El jugador debe saltar hacia él y tocarlo para poder entrar en la Zona Especial.
Las Zonas Especiales son muy parecidas en forma y diseño a las aparecidas en Sonic 3, aunque el movimiento de los personajes queda limitado al Salto y desplazamiento lateral a izquierda o derecha solamente: 
Sonic o Knuckles se sitúan en un suelo de forma esférica y con diseño 3D que va rotando conforme avanzan y que se halla decorado con un mosaico de cuadrados bicolores, con un cielo en el que sus Nubes también se mueven con el movimiento del personaje. En el fondo se pueden avistar diversas montañas. La Coloración de la Zona al completo va cambiando en función del color de la Esmeralda a obtener.
El Objetivo de estas fases es recopilar un total de 50 anillos en este ambiente 3D, sorteando diversos obstáculos. Si no se logra ese mínimo de anillos, Sonic o Knuckles volverán a la Zona de Acción normal donde se tocó el Último Panel "Check Point".
Las Zonas Especiales son accesibles en los Actos 1 y 2, pero las Esmeraldas del Caos solo aparecerán si se accede exclusivamente en los Actos 2 de cada zona. Si el jugador entra en el Acto 1, la única recompensa será una Vida Extra Adicional más a su contador.
Hay 5 fases especiales, una por cada Acto 2, y se siguen de manera lineal, es decir, si no se supera la primera, no se puede ir a la segunda, y así sucesivamente. Al final de cada una de ellas, se encuentra una Esmeralda del Caos, haciendo un total de 5 Esmeraldas a Recoger.
Para acceder al Verdadero Final del Juego, desbloqueando el Jefe Final Oculto, el Jugador debe adquirir las 5 Esmeraldas y superar la fase Zona del Castillo Plateado.
| Predecesor: Sonic Triple Trouble | Videojuegos de la serie Sonic the Hedgehog para Sega Master System y Game Gear 1996 | Sucesor: Último |

- Datos: Q2445378